# LXXXVIII Korpus Armijny (III Rzesza)
LXXXVIII Korpus Armijny (niem. LXXXVIII. Armeekorps) – jeden z niemieckich korpusów armijnych, walczący głównie przeciw wojskom aliantów zachodnich.  
Utworzony 16 kwietnia 1942 roku jako 240 Sztab Dywizyjny. Od sformowania do zakończenia wojny stacjonował w okupowanej Holandii. W tym samym roku został przemianowany na Sztab Zgrupowania Wojskowego Holandia, a w lipcu 1944 roku na LXXXVIII Korpus Armijny. W czasie walk przeciw wojskom aliantów zachodnich podlegał OB West. Żołnierze LXXXVIII KA zostali wzięci do niewoli przez oddziały armii alianckich. 

## Dowódcy korpusu
- gen. Hans-Wolfgang Reinhard (do 22.12.1944)
- gen. Felix Schwalbe (od 22.12.1944 - do kapitulacji)[3]

## Struktura organizacyjna
Skład 6 czerwca 1944 roku
- 16 Dywizja Polowa Luftwaffe
- 347 Dywizja Piechoty
- 719 Dywizja Piechoty